# Gomrok
Gomrok é um bairro no Distrito 11 da cidade de Teerão, no Irão. É considerada uma zona de prostituição, razão pela qual terá sido incendiada durante o reinado de Reza Pahlavi.